# Let's Love
"Let's Love" é um single a cantora Melanie C lançado apenas no Japão. 

## Faixas
CD single
1. "Let's Love"
2. "Like That"
3. "Living Without You"
4. "Let's Love" (Instrumental)